# Буландшар
Буландшар је град у Индији у држави Утар Прадеш. Према незваничним резултатима пописа 2011. у граду је живело 222.826 становника.

## Становништво
Према незваничним резултатима пописа, у граду је 2011. живело 222.826 становника.
| 1991.   | 2001.   | 2011.   |
| ------- | ------- | ------- |
| 127.201 | 176.425 | 222.826 |